# Worthing
Worthing é uma cidade no Condado de West Sussex, na Inglaterra. Sua população é de 112.332 habitantes (2015) (108.605, distrito). Worthing foi registrada no Domesday Book de 1086 como Mordinges/Ordinges.